# Baba Gurgur
Baba Gurgur (en kurdo Babagurgur, literalmente "Padre de Fuego"; en árabe: بابا كركر‎; en turco Baba Gurgur) es un vasto yacimiento petrolífero cercano a la ciudad iraquí de Kirkuk. Su descubrimiento en 1927 fue el primero de los campos petrolíferos del norte de Irak. Se le consideró el mayor yacimiento de petróleo del mundo hasta el descubrimiento en 1948 del Campo Ghawar en Arabia Saudí. 
El yacimiento de Baba Gurgur se encuentra localizado 16 kilómetros al noroeste de la antigua ciudad de Arrapha y es conocido, además de por su gran extensión, por su Fuego Eterno (en árabe: النار الازلية‎), un cráter situado en medio de los pozos de petróleo que está en continua combustión de manera natural gracias a las emanaciones de gas. Se estima que lleva al menos cuatro milenios ardiendo ininterrumpidamente.